# Pier Saccone Tarlati

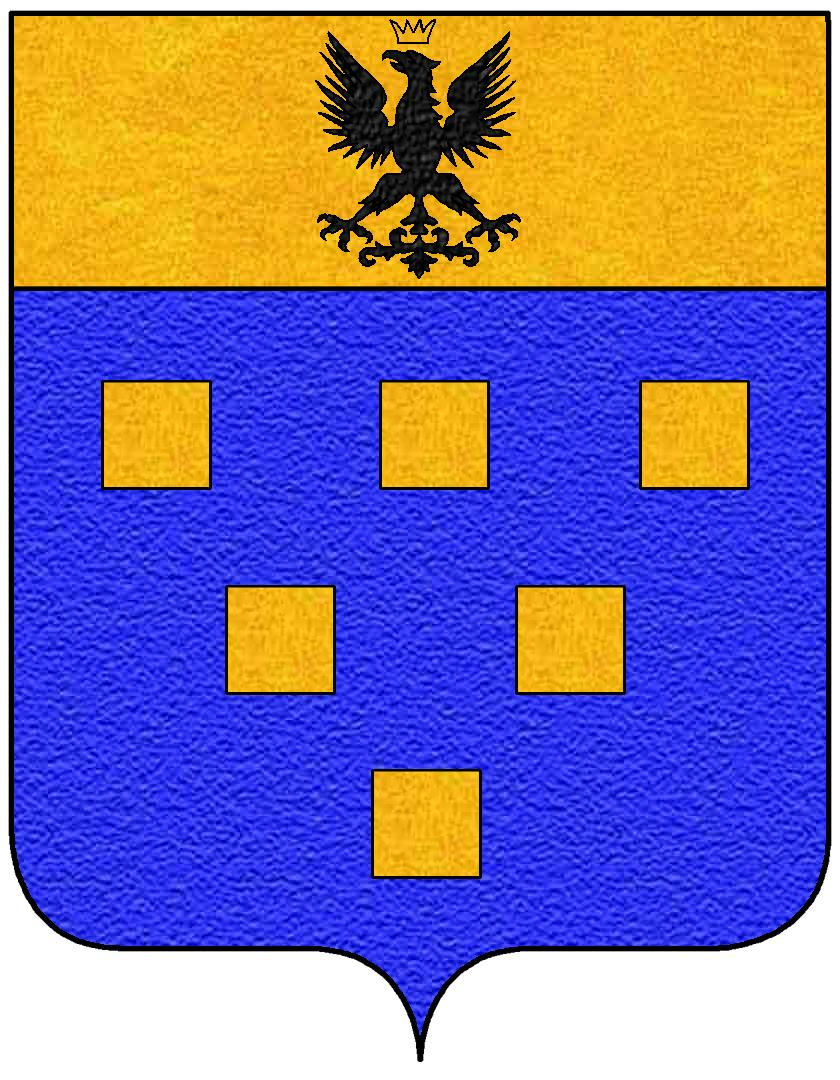
Stemma dei Tarlati

Pietro Tarlati da Pietramala, detto Pier Saccone Tarlati (1261 – Bibbiena, 1356), è stato un condottiero e capitano di ventura italiano, signore di Arezzo, Bibbiena, Castiglion Fiorentino, Chiusi, Città di Castello, Pietramala e Sansepolcro.

## Biografia
Nel 1315 partecipò alla battaglia di Montecatini a capo di 140 uomini forniti da Arezzo in appoggio a Firenze contro Pisa. In seguito guerreggiò contro Rimini e poi in Umbria conquistando, alla guida di un esercito di uomini di Forlì e di Arezzo, il comune di Città di Castello.
Alla morte del fratello, l'arcivescovo Guido, succedette a quest'ultimo a signore di Arezzo nel 1327: fu col fratello Delfo committente del monumento funebre del vescovo nel Duomo di Arezzo. Della carica di Signore di Arezzo ricevette poi l'investitura ufficiale dall'imperatore Ludovico il Bavaro nel 1328, e l'anno dopo conquistò Sansepolcro.
Nel 1332, tentò di impossessarsi di Cortona attraverso una congiura ai danni del signore locale, Ranieri Casali, organizzata con il fratello di questi, Uguccione, ma venne scoperto e il tentativo fallì. Nello stesso anno fu al servizio di Siena, che gli affidò il comando di 160 cavalieri per combattere contro Pisa nel massese.
Tra il 1333 e il 1335 combatté per la sua città contro Perugia, vincendo inizialmente una serie di battaglie. Gli avversari poi assoldarono la Compagnia della Colomba, e furono anche appoggiati da Firenze e dai Faggiolani, riuscendo a togliere al Tarlati diversi suoi territori, fino a quando le due parti si riappacificarono.
Nel 1336 si alleò con Mastino della Scala nuovamente contro i perugini e i fiorentini. Da questi ultimi venne sconfitto nel 1337 e dovette cedergli la signoria di Arezzo.
Nel 1341 rientrò ad Arezzo e appoggiò i ghibellini a insorgere contro i fiorentini. Fu poi arrestato insieme ai suoi familiari, condotto a Firenze e incarcerato.
Gualtieri di Brienne divenuto nuovo podestà di Firenze, nel 1342 liberò il Tarlati, al quale restituì le sue proprietà. Una volta libero si mosse contro Arezzo ma fu respinto dai guelfi. Nel 1344 fu attaccato dai perugini che riuscì a sconfiggere.
Nel 1351 si alleò con i Visconti sempre contro Firenze. La battaglia contro i fiorentini durò molti anni, e nonostante l'appoggio delle milizie viscontee il Tarlati non seppe sconfiggere gli avversari e riconquistare Arezzo. Poiché era ormai anziano lasciò il compito al figlio Marco.
Morì quasi centenario nella sua rocca di Bibbiena nel 1356.